# Carcelia kockiana
Carcelia kockiana là một loài ruồi trong họ Tachinidae.